# Beach 36th Street
Beach 36th Street   (también llamada Beach 36th Street – Edgemere) es una estación en la línea Rockaway del Metro de Nueva York de la División B del Independent Subway System antes conocido como el Ramal Rockaway Beach. La estación se encuentra localizada en el barrio Edgemere, Queens entre la Playa Calle 36 (Beach 36th Street) y Rockaway Freeway. La estación es servida en varios horarios por diferentes trenes del servicio .